# Oeceoclades ugandae
Oeceoclades ugandae är en orkidéart som först beskrevs av Robert Allen Rolfe, och fick sitt nu gällande namn av Leslie Andrew Garay och Peter Geoffrey Taylor. Oeceoclades ugandae ingår i släktet Oeceoclades och familjen orkidéer. Inga underarter finns listade i Catalogue of Life.